# Бернардо, Пол
Пол Кеннет Бернардо (англ. Paul Kenneth Bernardo), также известный как Paul Jason Teale (род. 27 августа 1964) — канадский серийный насильник и убийца. Его преступления и процесс вызвали широкий общественный резонанс в Канаде и США как из-за участия в них его подруги по имени Карла Хомолка, так и по причине неоднозначности некоторых сторон расследования и запрета на публикацию его хода, который, однако, всё равно освещался приграничными американскими радиостанциями и за счёт контрабанды новостных программ с территории США в Канаду. Преступления происходили в окрестностях Скарборо и Торонто. Издевательства над жертвами перед убийством записывались на видеокамеру, эти записи затем демонстрировались в суде. Бернардо проявлял многие психопатические черты, но никогда не был признан невменяемым. Преступлениям семейной пары посвящены несколько книг, кино- и телефильмов, в том числе серий популярных криминалистических сериалов.

## Ранние годы
В 1975 году отец Бернардо Кеннет был осуждён за приставания к девочке. Также он развратил собственную дочь. Мать Бернардо страдала депрессией и отдалилась от мужа после этой истории. В своей книге «Смертельный брак» (Lethal Marriage) Ник Прон (Nick Pron), тем не менее, описывает Бернардо в молодости как счастливого мальчика, воспитанного, успешного в школе и участвующего в бойскаутском движении.
В 16 лет после ссоры его матери с мужем Пол узнал от неё, что не является сыном своего отца. Проникнувшись этой информацией, подросток стал открыто называть мать «шлюхой» и «слякотью».
Окончив колледж, Бернардо начал работать в Амвей. К моменту поступления в университет Пол полюбил тёмные фантазии и уже имел опыт унижения и избиения девушек, с которыми он встречался.
В октябре 1987 года он встретил Карлу Хомолку (Karla Homolka). Они сразу же почувствовали взаимный сексуальный интерес, так как Карла, в отличие от других девушек, не отталкивала Пола из-за его садомазохистских пристрастий.
Большое впечатление на Бернардо произвёл роман 1991 года «Американский психопат» (автор Брет Истон Эллис), который он «читал, словно Библию».

## Нападения на девушек

### Серия изнасилований «Насильника из Скарборо» («The Scarborough Rapist»)
Бернардо совершил множество сексуальных нападений в районе Скарборо (англ. Scarborough). Обычно он атаковал молодых девушек, которые выходили из автобусов поздно вечером.
Вот неполный список инцидентов (приведены те, о которых стало известно):
- 4 мая 1987, изнасилование, 21-летняя девушка, Скарборо, у дома её родителей. Нападение длилось более получаса.
- 14 мая 1987, изнасилование, 19-летняя девушка также около дома родителей жертвы. Нападение продолжалось более часа.
- 17 июля 1987, попытка изнасилования. Бернардо избил девушку, но она сопротивлялась и он скрылся.
- 29 сентября 1987, попытка изнасилования, 15-летняя жертва. Бернардо вломился в дом и атаковал спящую девушку в её спальне, но скрылся после появления её матери, которая стала кричать. За это нападение был ошибочно осуждён Энтони Ханнемайер (англ. Anthony Hanemaayer), реабилитированный в 2006 году после признания Пола Бернардо в совершении преступления.
- 16 декабря 1987, изнасилование, 15-летняя жертва. Нападение продолжалось около часа. После него полиция выпустила предупреждение для женщин.
- 23 декабря 1987, изнасилование, 17-летняя девушка. Бернардо изнасиловал её ножом.
- 18 апреля 1988, 45-минутное изнасилование 17-летней жертвы.
- 25 мая 1988 полицейский заметил Бернардо прячущимся за деревом около автобусной остановки и бросился за ним в погоню, но маньяку удалось скрыться.
- 30 мая 1988, изнасилование, 18-летняя девушка в Миссиссоге, довольно далеко от обычной зоны действий Пола. Нападение длилось 30 минут.
- 4 октября 1988, попытка изнасилования, Скарборо. Жертва сопротивлялась и получила ножевые ранения.
- 16 ноября 1988, изнасилование 18-летней девушки около дома её родителей.
- 17 ноября 1988 полиция сформировала специальную группу для поимки «Насильника из Скарборо».
- 27 декабря 1988, попытка изнасилования. Сосед отогнал преступника.
- 20 июня 1989, попытка изнасилования, жертва кричала и сопротивлялась, Бернардо бежал с места преступления, оцарапанный ею.
- 15 августа 1989, изнасилование 22-летней девушки, которую он выследил накануне. Атака длилась два часа.
- 21 ноября 1989, изнасилование, 15-летняя девушка, атака длилась 45 минут.
- 22 декабря 1989, изнасилование 19-летней девушки. Нападение произошло на подземной парковке и длилось 30 минут.
- 26 мая 1990, изнасилование 19-летней девушки. Атака продолжалась более часа. По воспоминаниям жертвы полиция смогла составить фоторобот, опубликованный в газетах через два дня.

В июле 1990 года полиция получила информацию о возможной причастности Бернардо к серии изнасилований и он был допрошен, но затем отпущен.

### Расследование и подозрения в отношении Бернардо
Между маем и сентябрём 1990 года полиция собрала более 130 образцов ДНК у лиц, которые могли быть причастны к нападениям. Также она получила два сообщения о том, что за ними стоит Пол Бернардо. Одно из них было от банковского служащего, а другое — от Тины Смирнис. Смирнис заявила, что Пол свободно разговаривал с ней и её мужем о своих сексуальных предпочтениях, упоминая, в числе прочего, анальный секс и анилингус.
Смирнис довольно странно выражала свои мысли. Допросив Бернардо, полиция решила, что он не может быть причастен к серии изнасилований, а заявительница просто хочет получить награду. Пол был отпущен, однако у него тоже взяли образец ДНК.

### Неизвестная девушка («Jane Doe»)
Супруга Пола Карла Хомолка, работая в зоомагазине, познакомилась с 15-летней девушкой-подростком. Она пригласила её к себе домой, сообщив, что они проведут время только вдвоём, и напоила алкоголем, смешанным с сильнодействующим лекарством. Когда «Джейн Доу» потеряла сознание, Хомолка позвонила Бернардо и сообщила ему о ждущем «сюрпризе». Они раздели жертву и записали дальнейшие события на видео. Сначала Хомолка совершила сексуальные действия с девушкой, а затем Бернардо изнасиловал её вагинально и анально. Следующим утром «Джейн Доу» тошнило и рвало, но она посчитала это последствиями первого в жизни алкогольного опыта и не догадалась, что была изнасилована.
Через некоторое время Хомолка снова пригласила эту девушку в гости и привела её в бессознательное состояние тем же способом. Однако когда Бернардо начал насиловать жертву, та перестала дышать. Хомолка позвонила 911, но через несколько минут снова набрала номер и сообщила, что «всё в порядке». Скорая помощь была отозвана на полпути к месту событий. Личность жертвы известна полиции, но защищена законами Канады.

## Серия убийств «Убийцы школьниц» («Schoolgirl Killer»)

### Тэмми Хомолка (Tammy Homolka)
Тэмми была младшей сестрой Карлы, с которой Бернардо познакомился, ухаживая за невестой. Он стал проникать в комнату к спящей девушке по ночам, чтобы мастурбировать, причём Карла помогала ему в этом, заранее ломая ставни на окне. В конце концов, она решила «подарить невинность Тэмми Бернардо на Рождество», но Рождества не дождалась, смешала соус для спагетти с валиумом и таким образом привела сестру в бессознательное состояние. Бернардо изнасиловал Тэмми, Карла наблюдала. Затем Бернардо несколько раз встречался с Тэмми и её друзьями, поставляя им еду и алкогольные напитки. К этому времени он уже потерял работу и промышлял контрабандой сигарет через полупрозрачную американо-канадскую границу.
За шесть месяцев до свадьбы с Бернардо, которая состоялась в 1991 году, и уже действительно в преддверии Рождества Карла похитила из клиники мощный анестетик и снова привела младшую сестру в бессознательное состояние при помощи смешанного со снотворным коктейля ром-и-эгг-ног и тряпки, пропитанной анестетиком и приложенной к носу и рту Тэмми. В процессе нового изнасилования, которое снималось на видеокамеру, девушку начало тошнить. Пара вызвала скорую помощь не сразу, потратив время на одевание жертвы и уничтожение улик. Через несколько часов, уже в больнице, Тэмми была признана мёртвой. Несмотря на подозрительные обстоятельства и химический ожог от анестетика на лице, официальной причиной смерти врачи объявили захлебывание рвотой после употребления алкоголя.
Во время изнасилования младшей из сестёр родители Тэмми и Карлы Хомолка находились в том же доме. Однако они не заметили ничего подозрительного в лихорадочных усилиях Бернардо и его невесты по уборке помещения и устранению улик. Вскоре после смерти Тэмми Бернардо и Карла переехали в бунгало в Port Dalhousie, оставив родителей последней наедине со своим горем.

### Лесли Махаффи (Leslie Mahaffy)
Рано утром 15 июня 1991 Бернардо заметил в Бёрлингтоне, канадский штат Онтарио, 14-летнюю Лесли Махаффи, которую родители не пустили домой в качестве наказания за позднее возвращение с похорон. После краткого общения она попросила у Пола сигарету, но тот надел Лесли на глаза повязку, затолкал в машину и отвёз в Port Dalhousie, сообщив Хомолке, что теперь у них есть игрушка.
Они вместе изнасиловали девушку, одновременно слушая музыку и снимая происходящее на камеру, а также применили к ней пытки. Лесли плакала и просила Бернардо прекратить издевательства, а тот принуждал её к анальному сексу. В какой-то момент повязка соскользнула с глаз жертвы и это определило её дальнейшую судьбу. Видео, снятое преступниками, было показано во время суда над ними.
На следующее утро девушка была убита (по показаниям Хомолки её задушил Бернардо, сам он утверждал, что это Карла заставила жертву принять летальную дозу лекарств). Тело расчленили и затопили в реке, позже его части были обнаружены рыболовами-любителями.

### Кристен Френч (Kristen French)
Во второй половине дня 16 апреля 1992 года Бернардо и Хомолка ехали на машине через Санта-Катарину, пытаясь выследить новую жертву. Был канун Великой Пятницы. Школьники возвращались домой на пасхальные праздники, кроме них на улицах почти никого не было. Проезжая мимо католической школы Святого Креста, преступники заметили пятнадцатилетнюю ученицу по имени Кристен Френч, которая возвращалась с занятий домой. Они тут же свернули на парковку и вышли из машины, держа в руках карту, притворяясь, что заблудились.
Когда привлечённая просьбой о помощи девочка стала рассматривать карту, Бернардо напал на неё сзади, и, угрожая ножом, затащил на переднее сидение автомобиля. Севшая назад Карла Хомолка держала Кристен за волосы, контролируя её голову.
Френч жила недалеко от школы и каждый день ходила одним и тем же маршрутом, поэтому родители быстро заметили её отсутствие дома в привычное время и полиция начала поиски в кратчайшие сроки. Опросив свидетелей, они оперативно установили верную картину похищения и даже выяснили приметы похитителей и их машины, однако все усилия по возвращению девочки оказались напрасными.
На протяжении трёх пасхальных выходных Пол и Карла пытали и разными способами насиловали Кристен, снимая всё это на камеру. Также они принуждали девочку пить большие объемы алкоголя и вести себя подчинённо по отношению к Бернардо (играть роль нижнего/сабмиссива/рабыни в БДСМ). Во время суда над Бернардо королевский прокурор Рэй Хулахан (англ. Ray Houlahan) утверждал, что подсудимый с самого начала планировал убить эту жертву, так как не предпринял никаких попыток ослепить её при помощи повязки на глаза и осознавал, что Френч сможет впоследствии опознать своих мучителей.
На следующий день они убили Кристен перед тем, как пойти на пасхальный обед к родителям Хомолки. В зависимости от того, чьим показаниям верить, это сделал или Бернардо, который душил жертву на протяжении семи минут, пока Хомолка смотрела, или сама Карла, забившая попытавшуюся сбежать девушку насмерть резиновым молотком.
30 апреля 1992 обнажённое тело Френч было обнаружено в канаве недалеко от кладбища, где была похоронена Лесли Махаффи.

## Другие возможные жертвы
Кроме трёх известных убийств, совершённых Бернардо и Хомолкой совместно и серии изнасилований, которые первый из них осуществил соло, пара или кто-то из её членов поодиночке могла совершить ряд других преступлений, среди которых изнасилования, сексуальные нападения, как минимум, ещё одно убийство женщины, за которое уже был в 1992 году осужден её бойфренд и сталкинг.

## Расследование, арест и цензура

### Расследование
В связи с серией изнасилований, смертью Тэмми и преследованием Полом незнакомых женщин Хомолку и Бернардо несколько раз допрашивали полицейские. После похищения и убийства Френч Бернардо кратко допросили снова. Полицейский, однако, в своём рапорте счёл его маловероятным кандидатом в главные подозреваемые, хотя и отметил, что он уже попадал в поле зрения при поисках «Насильника из Скарборо».
Через три дня после этого допроса, состоявшегося в мае 1992 года, полиция создала специальный отряд для расследования убийств Махнаффи и Френч. Тем временем Пол и Карла подали документы на официальную перемену имени с Бернардо и Хомолка на Тиел (англ. Teale). Эту фамилию Бернардо позаимствовал из фильма 1988 года о серийном убийце, который назывался Criminal Law. В то же время общий знакомый Пола и семейства Смирни также проинформировал полицию о своих подозрениях, что Бернардо и есть разыскиваемый в Онтарио маньяк.
В декабре 1992 года криминалисты, наконец, взялись за тестирование образца ДНК, сданного Бернардо два года назад.
27 декабря 1992 года Пол жестоко избил Карлу фонариком, нанеся повреждения лицу, голове и конечностям женщины. После попытки притвориться, что она стала жертвой автокатастрофы, скептически воспринятой коллегами по работе, Карла, в конце концов, уступила настояниям родственников и, уже находясь в больнице, признала себя избитой женой, обвинив Пола. Тот был арестован, но затем отпущен. Он написал предсмертную записку и решил покончить с собой, но приятель успел вмешаться и помешать ему.

### Арест
Через 26 месяцев после сдачи Бернардо образца ДНК эксперты, наконец, проинформировали полицию о том, что он совпал с генетическим материалом «Насильника из Скарборо». За подозреваемым было немедленно установлено круглосуточное наблюдение.
9 февраля 1993 года отдел полиции Торонто по сексуальным преступлениям допросил Карлу Хомолку. Она сообщила о своих — якобы — только подозрениях в отношении его причастности к преступлениям, но в основном сосредоточилась на вреде, который Бернардо нанёс ей самой. Однако позже в тот день она призналась дяде и тёте, что её муж Пол является «Насильником из Скарборо» и что они вместе совершили несколько убийств. Тем временем, полиция возобновила расследование обстоятельств смерти младшей сестры Карлы Тэмми Хомолки.
11 февраля 1993 Хомолка встретилась с юристом из Ниагара-Фоллс, который потребовал для неё полного иммунитета от уголовного преследования в обмен на показания против супруга. После переговоров с прокуратурой и обсуждения факта наличия видеозаписей убийств, однако, стало понятно, что полный иммунитет невозможен. 13 февраля было одобрено и вступило в силу изменение имён пары на новые.
Наконец, 17 февраля 1993 года Бернардо был арестован. Однако его привязка к убийствам была слабой и полиция смогла получить только ордер на обыск с ограничениями — нельзя было наносить существенный ущерб обстановке, все видеозаписи должны были быть просмотрены в стенах дома и т. п. В результате обыск продолжался 71 день, а единственным его результатом стала краткая запись, на которой был запечатлён оральный секс Бернардо с «Джейн Доу».

### Запрет на публикацию деталей расследования
Желая обеспечить право Бернардо на справедливый суд, власти наложили запрет на публикацию деталей расследования.
Запрет был поддержан адвокатами Хомолки, но не Бернардо. Последние утверждали, что Карлу уже успели представить публике как жертву, а не соучастницу мужа и запрет, таким образом, послужит закреплению этого ложного мнения. СМИ предсказуемо пытались оспорить запрет, звучали также голоса людей, считавших, что слухи нанесут правосудию больший вред, чем публикация реальных доказательств.
Доступ публики в Интернет и усилия иностранных, особенно американских журналистов из Нью-Йорка, Мичигана и других мест вплоть до заокеанской Великобритании включительно, а также вещание приграничных радиостанций и контрабанда выпусков новостей в страну через границу (существовал даже приказ арестовывать тех, у кого будет найдено более одной копии) фактически сделали запрет на публикацию деталей беспомощным - решение суда могло действовать только в канадском штате Онтарио, но не в остальном мире. Большую роль в распространении информации о расследовании сыграла новостная группа alt.fan.karla-homolka в Usenet. За нарушение запрета был осуждён отставной офицер полиции, не согласившийся с ним.

## Суд и наказание
В 1995 году состоялся суд. Бернардо обвиняли в убийствах Махаффи и Френч. На заседаниях демонстрировались видеозаписи, сделанные супругами во время издевательств над похищенными, процесс активно освещался иностранными журналистами, в том числе американскими газетами и телеканалами, на которых не мог быть распространён запрет на публикацию деталей, продолжавший действовать в провинции Онтарио. 1 сентября 1995 Пол Бернардо был признан виновным в двух убийствах, двух сексуальных нападениях с насилием и приговорён к пожизненному заключению с правом на освобождение не ранее, чем через 25 лет, то есть в 2020 году Также Бернардо получил статус «опасного нарушителя», делающий его будущее досрочное освобождение из тюрьмы маловероятным.
В обмен на сделку и всего 12 лет заключения Хомолка дала показания против Бернардо на суде, где его обвиняли в убийствах. Сделка подверглась в канадском обществе жестокой критике, так как она стала возможной исключительно потому, что прокуратура не увидела вовремя видеозаписей пыток и изнасилований, в которых Карла активно участвовала. Адвоката Мюррея, придержавшего записи на целых 17 месяцев, из-за этого судили за неуважение к суду. Результатом стало оправдание юриста. Также он прошёл через дисциплинарные слушания.
Во время допроса в 1993 году Хомолка сообщила полиции, что Бернардо признался ей в совершении 30 изнасилований, и назвала его «счастливым насильником».
Начиная с 1995 года в связи с делом Бернардо и Хомолки в полиции провинции Онтарио было проведено большое внутреннее расследование, к которому привлекались и судебные органы. В результате следования рекомендациям последних провинция изменила некоторые полицейские практики и обзавелась системой регистрации преступлений PowerCase.
Бернардо содержится отдельно от других заключённых. Несмотря на это, они несколько раз устраивали нападения на него, причём в одном случае тюремной охране пришлось отбивать штурм сегрегационного блока толпой при помощи газа.
Газета The Toronto Star в 2006 году сообщила, что Бернардо признался в новых преступлениях, в основном, совершенных в 1986 году, за год до начала его «официальной» криминальной «карьеры». Также его подозревают в серии изнасилований в штате Нью-Йорк, США и, возможно, некоторых убийствах.
В 2006 году Бернардо в интервью заявлял, что изменился и считает себя хорошим кандидатом для условно-досрочного освобождения. В сентябре 2013 он был переведён в новую тюрьму в связи с закрытием старой и ныне содержится в городе Бат, провинция Онтарио.
В 2015 году Бернардо пытался добиться условно-досрочного освобождения. В ноябре он самостоятельно опубликовал на Amazon электронную книгу − 631-страничный роман A MAD World Order — триллер о российских боевиках, тайных обществах и мексиканских наркокартелях.

## Освобождение Хомолки
Хомолка была освобождена из тюрьмы 4 июля 2005 года. За несколько дней до этого Бернардо был допрошен полицейскими в присутствии своего адвоката. Он рассказал, что его жена настаивала на совершении убийств похищенных девушек, которых сам он, якобы, предпочёл бы отпустить. Также он сообщил, что Карла сначала хотела убить Махаффи при помощи введения через шприц в вену воздуха, что должно было вызвать воздушную эмболию.

## В культуре
В 1997 канадская поэтесса, романистка и критик Линн Кросби (en:Lynn Crosbie) опубликовала работу Paul’s Case, в которой исследовала культурный эффект дела Бернардо и Хомолки и его влияние на общество.
Несколько эпизодов сериала Law & Order («Fools for Love», Law & Order 10 сезон), эпизод, который из-за публикационного запрета даже не мог быть показан в Канаде), Law & Order: Special Victims Unit («Damaged», 4 сезон) и сериала Close to Home («Truly, Madly, Deeply», season 2) были вдохновлены этим случаем, так же, как и эпизод Inspector Lynley Mysteries, названный «Know Thine Enemy», выпущенный в 2007. Второй эпизод сериала The Mentalist.
Сериал Criminal Minds, эпизод Mr. and Mrs. Anderson.
Документальный фильм Dark Heart, Iron Hand, показанный затем как MSNBC Investigates («To Love and To Kill»)
Фильм «Карла», посвященный супруге Бернардо, в котором сыграли некоторые известные актёры. Перед съемками группа, готовившая фильм, консультировалась с адвокатами жертв, в конце концов, он был успешно показан в Канаде.

## Интересные факты
За одно из преступлений Бернардо был осуждён и отбывал наказание невиновный. Некто Ханнемайер был полностью реабилитирован канадским судом, когда маньяк признался в совершении инкриминированного ему эпизода. Существуют обоснованные подозрения, что таких необоснованных приговоров было два и ещё один человек был осуждён за убийство, также в реальности совершённое Бернардо.